# Hastella calabyi
Hastella calabyi är en insektsart som beskrevs av Kenneth Hedley Lewis Key 1981. Hastella calabyi ingår i släktet Hastella och familjen Morabidae. Inga underarter finns listade i Catalogue of Life.